# Gōda Kiyoshi

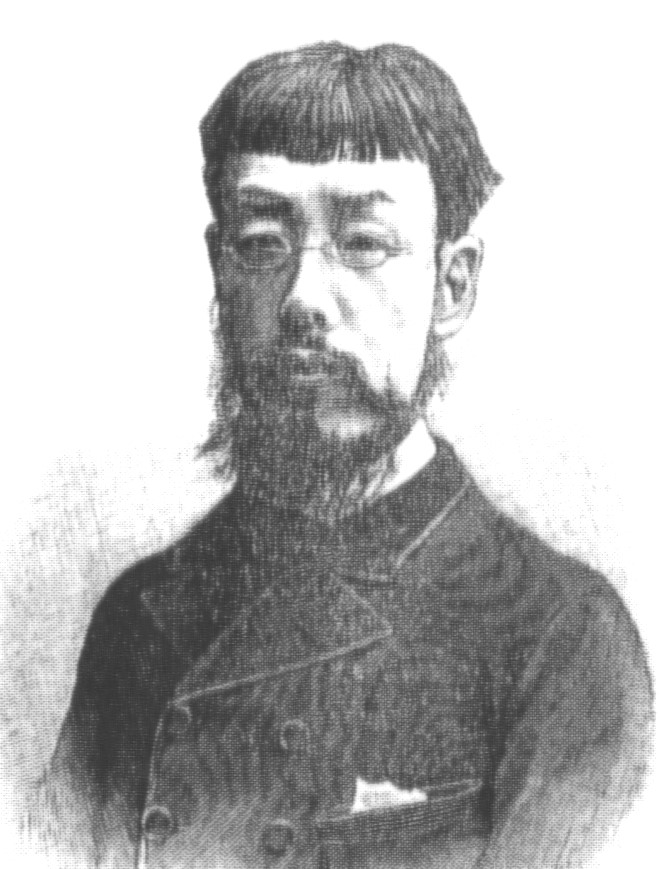
Gōda Kiyoshi

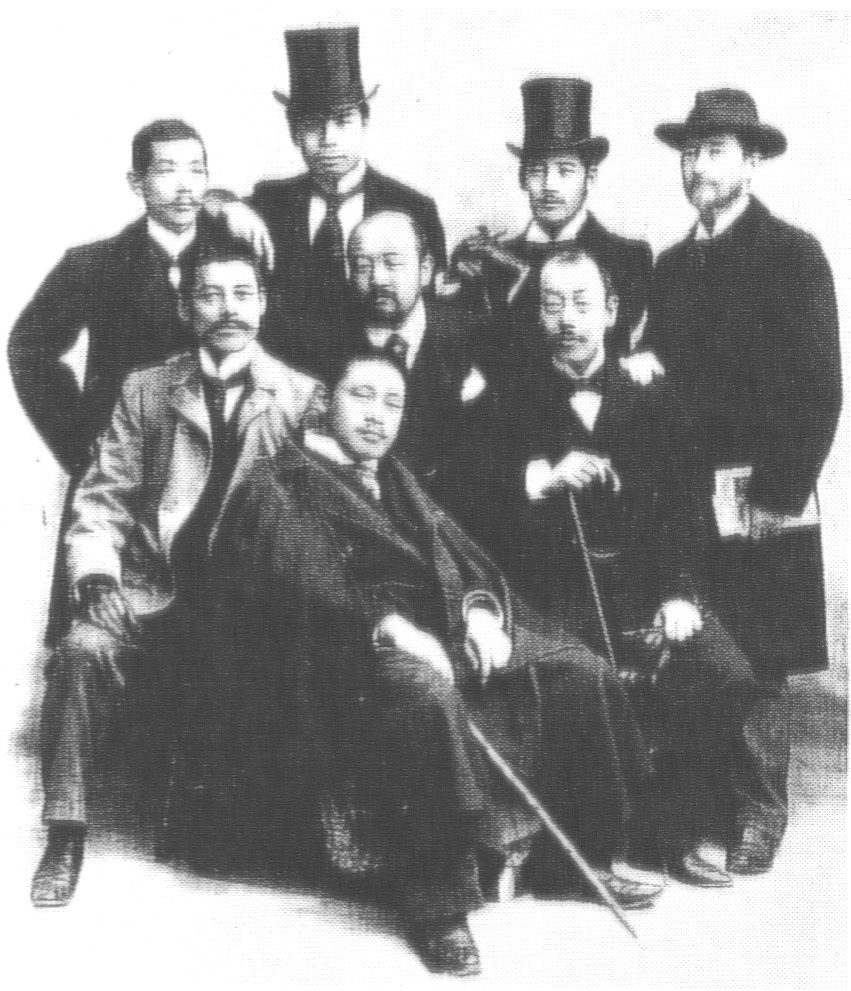
Japanische Künstler in Paris um 1885

Gōda Kiyoshi (japanisch 合田 清, eigentlich Tajima Kiyoshi (田島 清); geb. 7. Mai 1862 in Edo; gest. 6. Mai 1938) war ein japanischer Holzschnittkünstler während der Taishō- und frühen Shōwa-Zeit.

## Leben und Werk
Gōda Kiyoshi wurde in Edo (heute Tokio) im Bezirk Akasaka geboren. 1880 ging er nach Paris, um dort Landwirtschaft zu studieren. Dort traf er neben Kuroda Seiki, Kume Keiichirō auch Yamamoto Hōsui, der ihn anregte, den Holzstich, eine Variante des Holzschnitts, zu studieren. Sein Lehrer wurde Charles Barbant (1844–1922). 1885 konnte er im Salon der französischen Künstlervereinigung ausstellen.
Im Juli 1887 kehrte Gōda nach Japan zurück, wo er mit Yamamoto ein Studio namens Seikôkan (生巧館) gründete, um seine Technik in Japan einzuführen. Er stellte Drucke nach Vorlagen von Yamamoto her, fertigte Illustrationen an für Schulbücher, Zeitungen und Magazine. 1889 beteiligte er sich an der Gründung der Künstlervereinigung „Meiji bijutsu kai“ (明治美術会), und 1896 gehörte er mit Kuroda und anderen zu den Gründern der Künstlervereinigung Hakubakai (白馬会). Ab 1896 unterrichtete Französisch an der Abteilung für westliche Malerei (Yōga) an der Tōkyō bijutsu gakkō (東京美術学校), der Vorläufereinrichtung der Geidai. 1900 nahm Gōda an der Weltausstellung in Paris als Mitglied des japanischen Veranstaltungskomitees teil. Von zwei der von Kuroda angefertigten Skizzen im Russisch-Japanischen Krieg stellte er Holzschnitte her. Er stellte 1907 auf den ersten vom Kultusministerium organisierten staatlichen Ausstellungen aus, der „Mombushō bijutsu tenrankai“ (文部省美術展覧会).
Gōda war ein bedeutender Vertreter der ersten Generation der „Westmaler“ und Grafiker im westlichen Stil. Seine Werke zeigen einen beträchtlichen Einfluss der Schule von Barbizon. Heute ist er aber vor allem für seine Holzstichkunst bekannt.

## Bilder

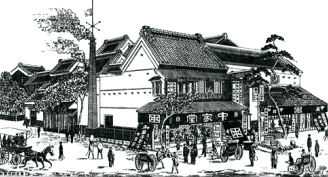
Gebäudeansicht
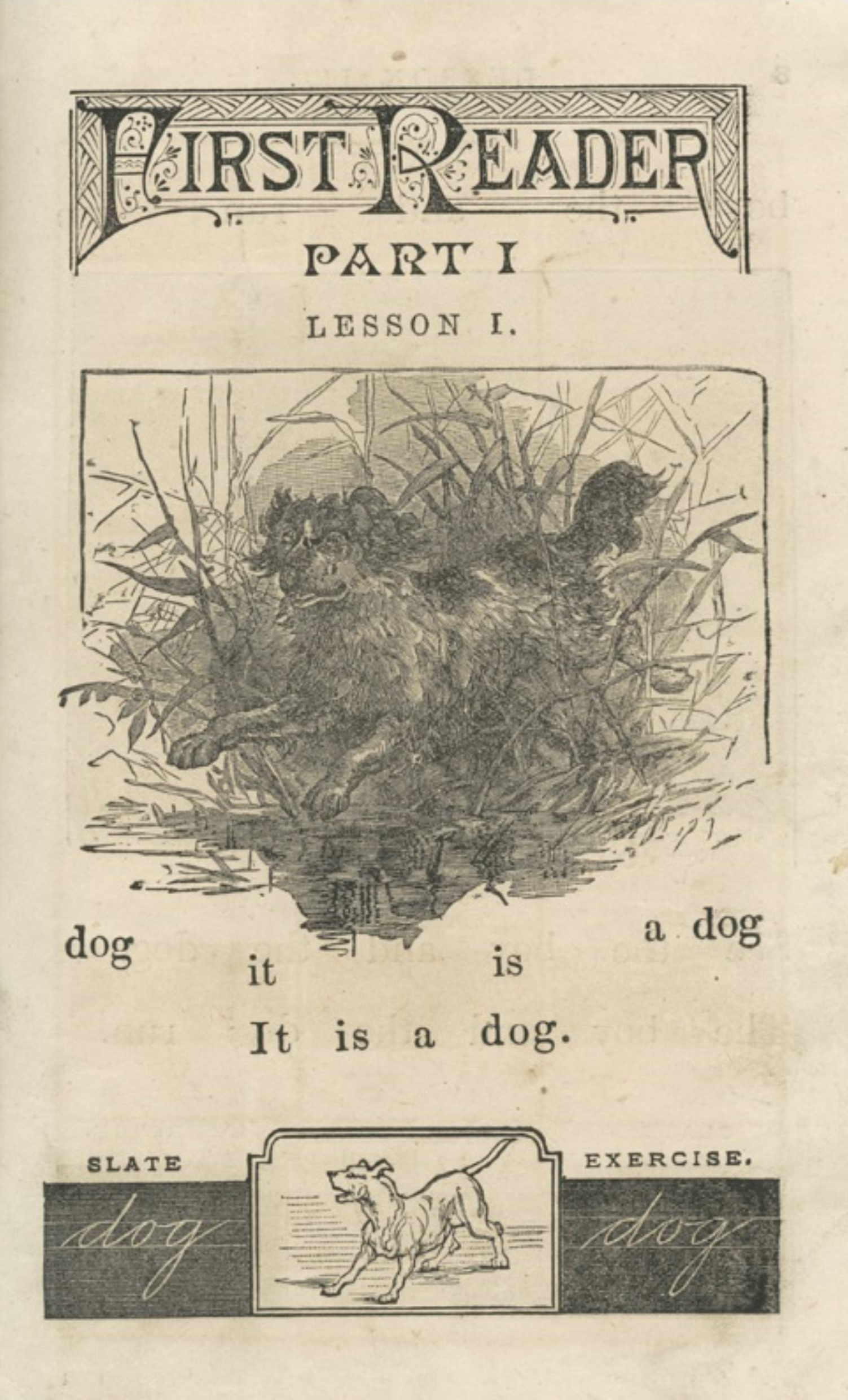
Lesebuch
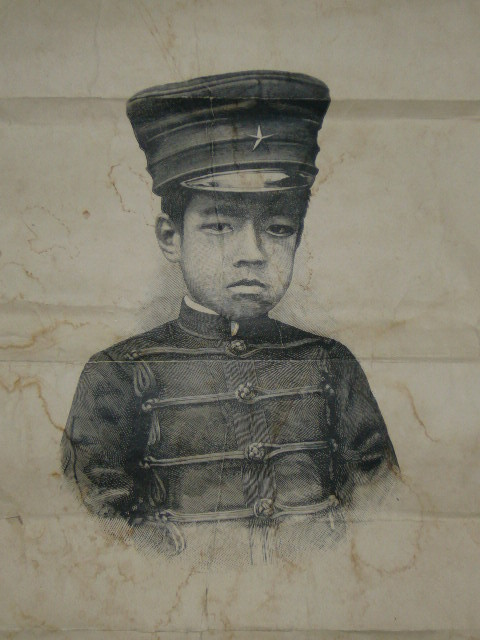
Taisho Tenno
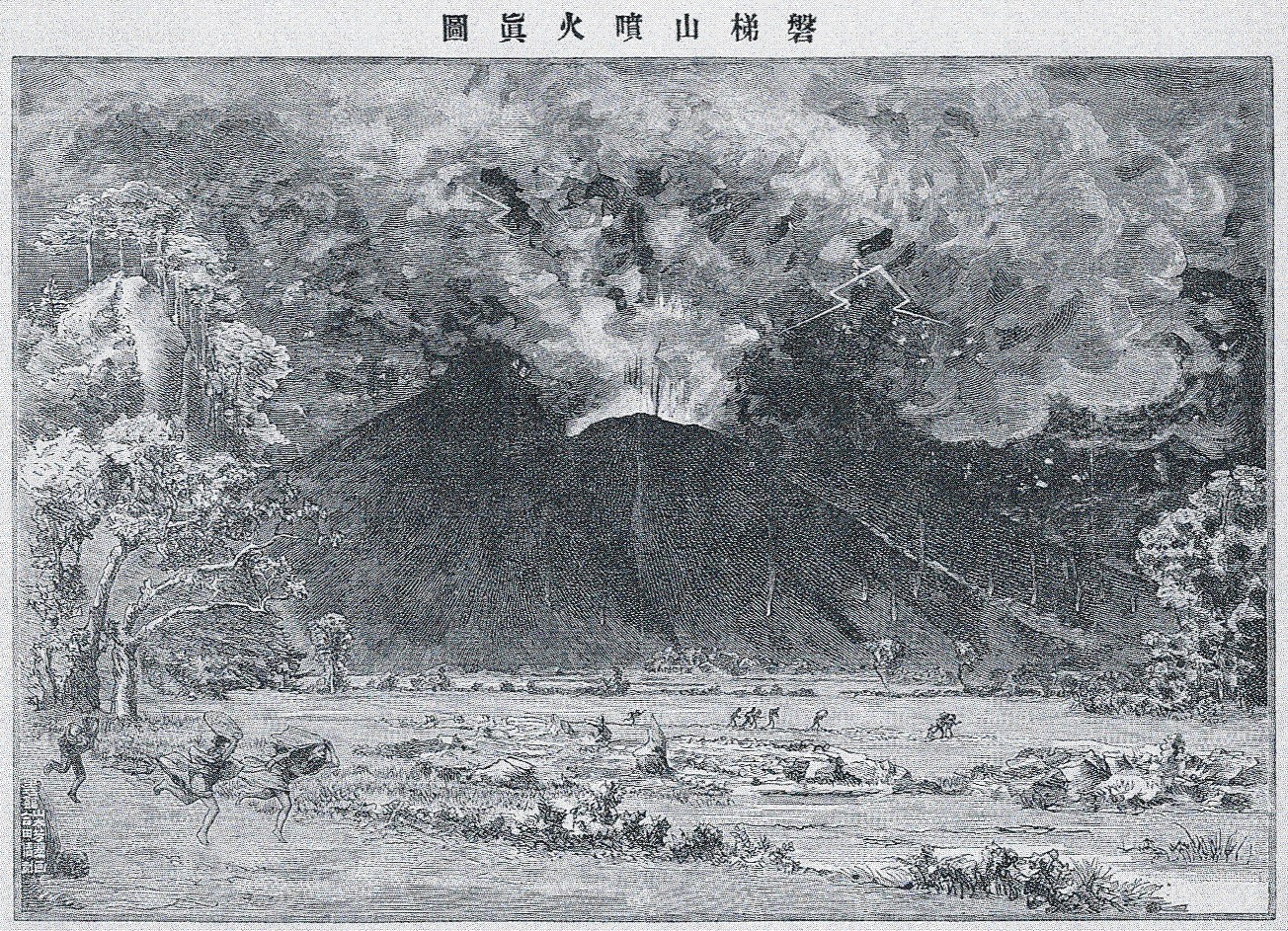
Ausbruch des Bandai, 1888